# ギラッファティタン
ギラッファティタン（Giraffatitan, 「キリンの巨人」、「巨大なキリン」の意味。ギラファティタン、ジラファティタンなどともいう）は後期ジュラ紀の竜脚類恐竜の属の一つ。もともとはブラキオサウルスのアフリカの種と考えられていた。ギラッファティタンは数十年にわたって最大の恐竜と思われていたが、その後の発見によっていくつかの恐竜はこれを超えている。大型ティタノサウルス類は体重ではギラッファティタンを凌駕していた。
ギラッファティタンのサイズの推定値は亜成体である HMN SII に基づいている。全長21.8～22.5メートル、全高約12メートル。体重の推定値は様々で、15トンから78.3トンまでの範囲であるが、これらの動物がより大きくなる可能性があることを裏付ける証拠がある。HMN XV2という標本の腓骨は、HMN SIIと相同の部分より13％大きいもので、全長26メートル以上に達した可能性を示唆する。

## 記載

### サイズ

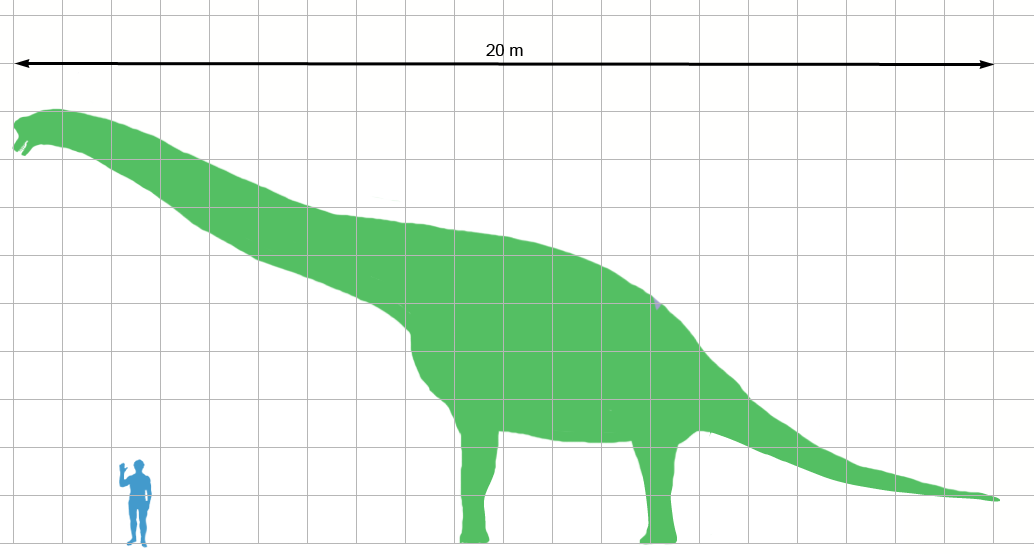
ヒトとのサイズ比較

1914年から1990年まで、ギラッファティタンは（標本が失われているマラアプニサウルスを考慮しなかった場合の）既知の最大の恐竜および地球史上最大の陸棲動物と呼ばれていた。20世紀後半、ギラッファティタンの大きさを上回るいくつかの大型ティタノサウルス類が発見された。しかしギラッファティタンとブラキオサウルスは依然としてある程度完全な要素が知られたブラキオサウルス科の中では最大のものである。
ギラッファティタンのサイズ推定の全ては、ベルリン標本に基づいたものである。これは一揃いの実骨である。大部分は HMN SII という推定全長21.8mから22.46m、推定全高12mの亜成体で構成されている。しばしば言及される22.46mという全長は、ギラッファティタンを記載したドイツの科学者ヤネンシュ (Werner Janensch) による推定である。これは単純な書き間違いの値であり、実際の数値は22.16mである。推定体重はより問題があり、小さければ15t、大きければ78tと研究史上では非常にばらつきがあった。これらの極端な推定値は現在では欠陥のある方法論に基づいているため、参考にできないと考えられている。最初の計算は再びヤネンシュによって行われた。1935年、ヤネンシュは標本SIIの体積を32m³、それより小さい標本SIの体積を25m³とした。この数値をどのようにして算出したのかは不明である。1950年には、彼はより大きな骨格の体重が40tであると述べている。1962年、エドウィン・コルバートは86.953 m³という計算値を弾き出した。密度を0.9と仮定すると、78,258kgになる。コルバートは市販されている博物館の模型を砂の中に挿入して、それによって変位する体積を観察した。1988年のグレゴリー・ポールの意見によると、推定値が非現実的に大きいものになった原因は、模型が動物の実際の体積と比較して過度に大きく造られていたためではないかと仮定している。1980年、デール・ラッセルは上腕骨と大腿骨の直径から最低でも14.8tと推定した。1985年ラッセルはそれらの骨の外周から推定して25tと記載した。1985年、ロバート・マクニール・アレキサンダーは大英自然史博物館の模型を水の中に入れて46.6tと結論付けた。
さらに最近では、竜脚類の体重を軽減する大規模な気嚢システムを考慮した骨量測定から再構築した模型と推定筋肉量に基づいて、23tから40tの範囲内で推定されている。1988年、グレゴリー・ポールは特製の模型を水中に挿入して36.585m³の体積を測定した。より低密度であると仮定し、体重は31.5tと見積もった。1994と1995年にかけて、Jan Peczkis は手足の外周から計測して40tと見積もった。1995年Hans-Christian Gunga は単純な幾何学的形状から仮想モデルを構築するために骨格模型にレーザースキャンを使用し、74.42 m³の体積を計測、体重は63tと結論付けた。 2008年、Gunga はより複雑な模型を用いて77.9m³と測定した。2004年にドナルド・ヘンダーソンはコンピュータモデルを採用し、体積32.398m³、体重25,789kgと計測した。新しい計測方法では、骨壁の厚さを利用している。
しかし既知の最大の標本は、HMN SIIではなく（亜成体であることがその主張を裏付けている）、HMN XV2であり、HMN SIIの腓骨よりも13％大きい腓骨を持っている。その全長は26mに達したと推定される。

### 形態

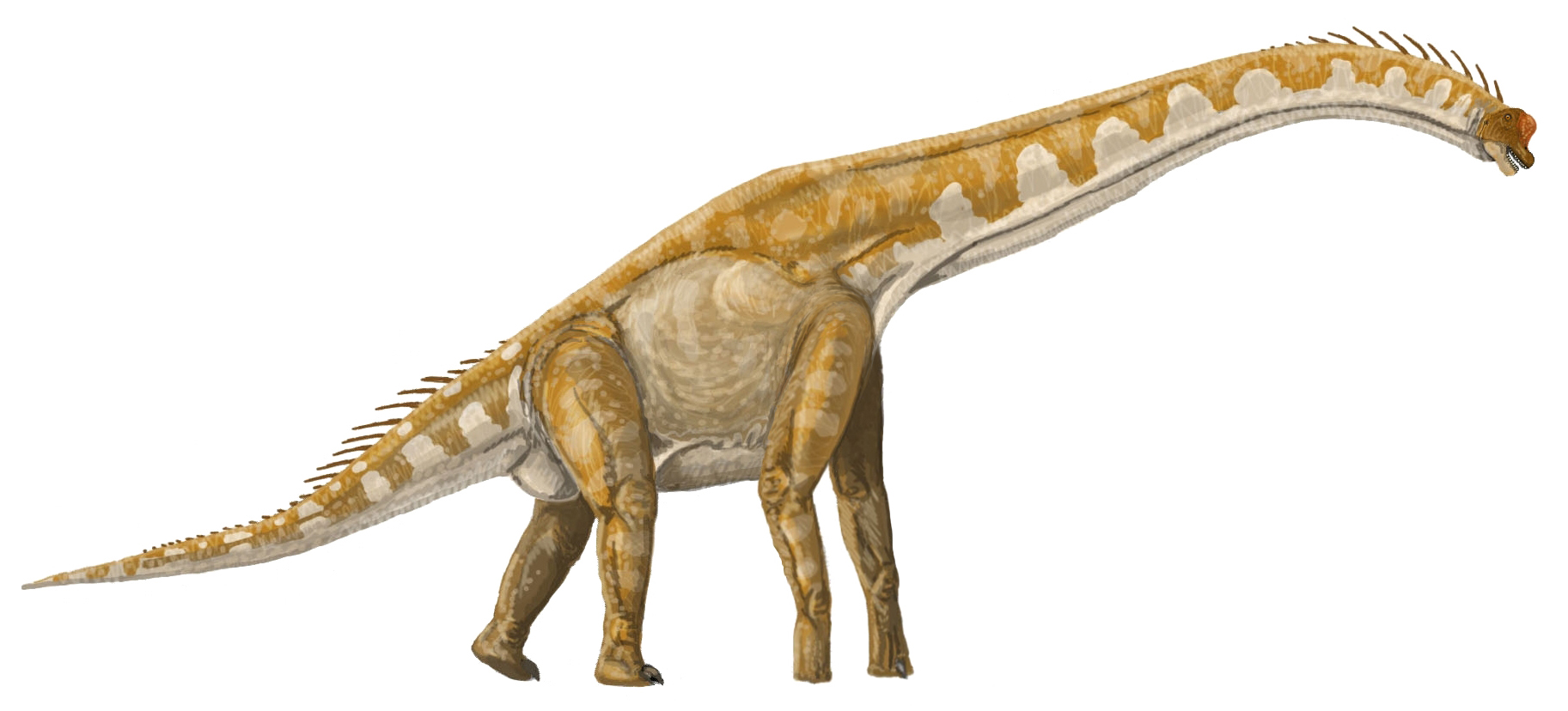
生体復元

ギラッファティタンは、四足歩行の植物を食べる恐竜のグループの一つで、首と尾が長く、脳が比較的小さく、キリンに似た体格で、前肢が長く、首が非常に長い。頭骨は、眼窩の前に鼻骨の高いアーチ、いくつかの開口部がある前頭骨、ノミに似た歯を持っている。 前足の第1趾と後足の第1～3趾には鉤爪がある。

### 頭骨

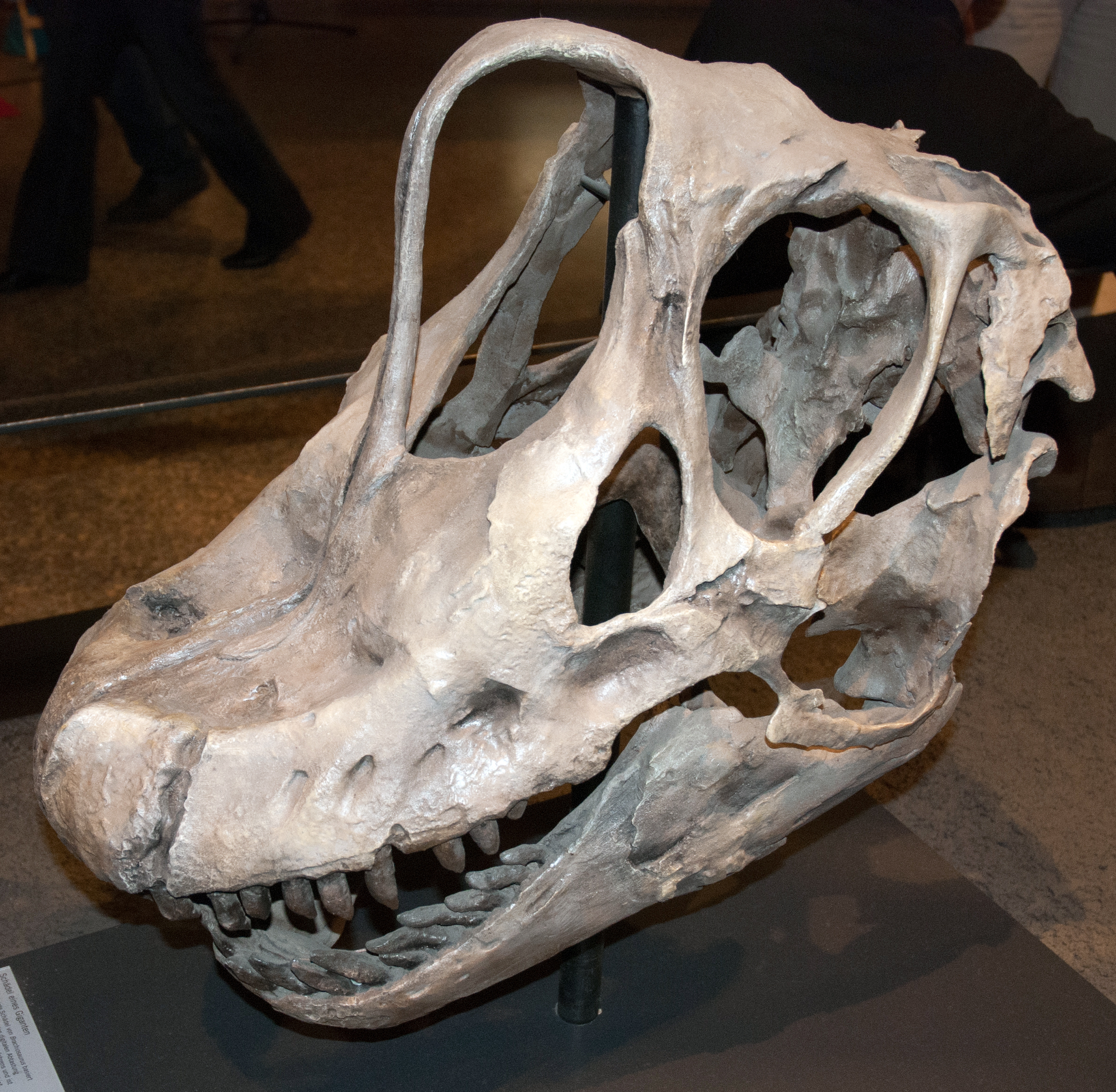
ベルリンのスカルキャスト

伝統的には、その特徴的な高さのある頭骨の持ち主はもともとブラキオサウルス・ブランカイBrachiosaurus brancaiと呼ばれていた。しかし従来のブラキオサウルス標本の中では、この特徴は現在ギラッファティタンとされているタンザニア標本からしか知られていないため、ブラキオサウルス・アルティトラクス (Brachiosaurus altithorax) はこの特徴を示さなかった可能性がある。
ギラッファティタンの鼻孔の位置については、ウィットマー (2001) がサイエンスで、肉を付けた場合、鼻孔の位置には5通りの可能性があると仮定して記述しており、多くの議論を呼んでいる。 恐竜の鼻孔と現生動物の鼻孔を比較したところ、すべての種の鼻孔は外側に開いていること、そして竜脚類は、鼻孔が頭の上ではなく、鼻先の近くにあったことを発見した。ギラッファティタンに代表されるように、様々な竜脚類が象のような長い鼻を持っているという仮説もあった。しかし、本属を含めて口の細い竜脚類がいなかったことは、この仮説の否定材料となっている。長い鼻がなかったことを示すより強力な証拠として歯の摩耗が挙げられている。ギラッファティタンの摩耗パターンは枝葉を引き千切って付いたことを示唆しており、もし竜脚類に長い鼻があったのであれば鼻で枝葉を摘み取るため純粋な歯ぎしりの痕跡が残るはずである。

## 発見と研究史

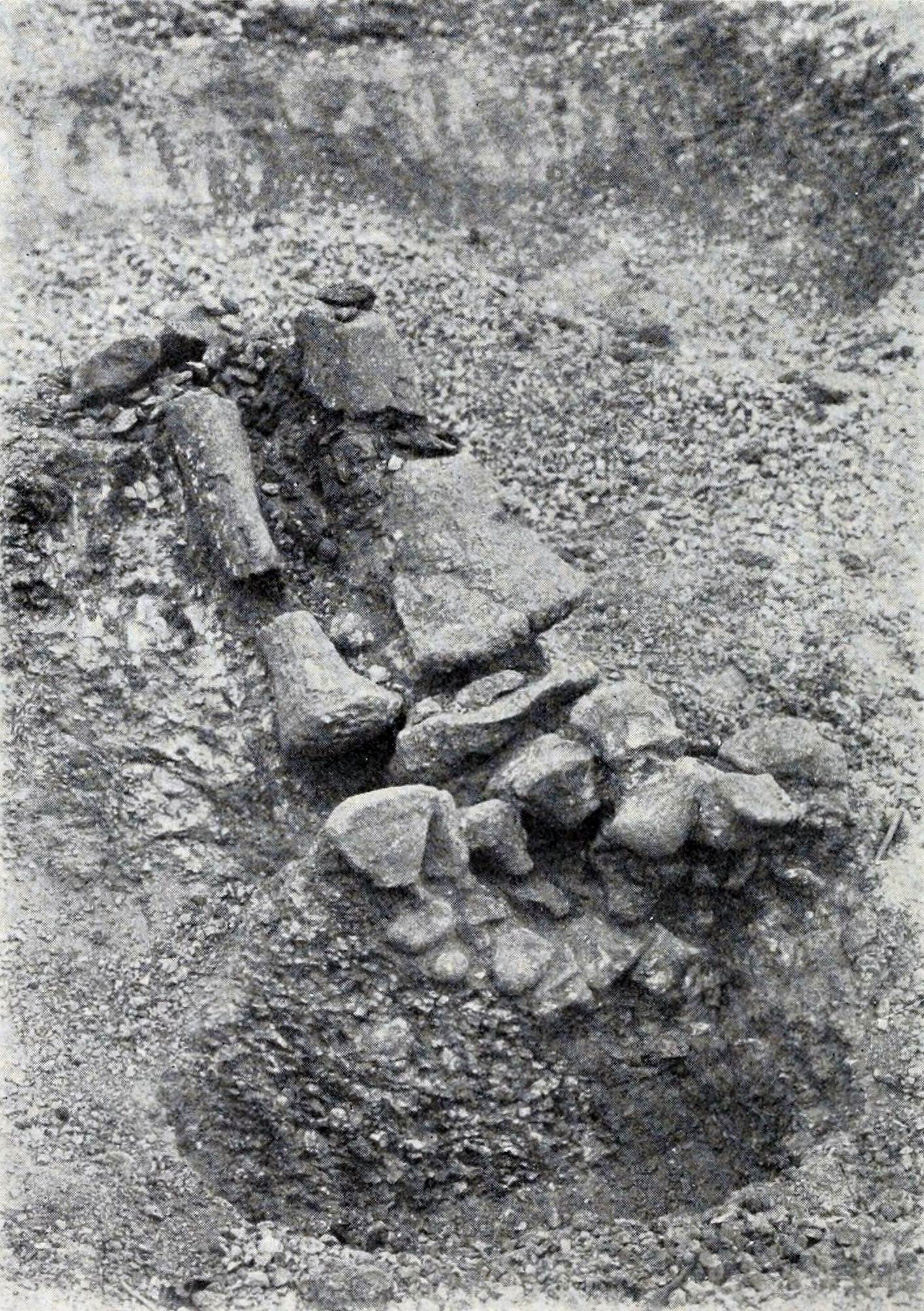
テンダグルでの発掘

1906年、ベルハルト・ヴィルヘルム・サトラーは当時のドイツ領西アフリカを旅行中、現在のタンザニアのリンディ近郊のテンダグルで地面に埋もれた巨大な骨を発見した。1907年初頭、ハノーファーのヴィルヘルム・アーニングに発見の記録が送られた。アーニングは、ドイツ領の地理的調査を概観するベルリンの委員会であるKommission für die landeskundliche Erforschung der Schutzgebieteに報告した。当時のドイツ植民地国務長官であったベルハルト・デルンブルク (Berhard Dernburg) は、実業家のハインリヒ・オットーを伴って東アフリカを訪問した。オットーは古生物学者のエバーハルト・フラース教授を科学顧問として招聘していた。5日間の行軍でテンダグルにたどり着き、骨が本物であることを確認した。すぐにサトラーは先住民の鉱山労働者のチームに加わり、大きな竜脚類の骨格を発見しドイツに送った。後にこれらはトルニエリアとヤネンシアのホロタイプとなる。
フラースは、テンダグルの地層が非常に化石に富んでいることを見抜いていた。ドイツに戻った後、彼は大規模な探検のための十分な資金を集めようとした。彼はフンボルト博物館の館長であるヴィルヘルム・フォン・ブランカ教授の関心を引きつけることに成功した。 フォン・ブランカはドイツの威信をかけたこのプロジェクトが成功することを確信していた。 
1909年、1910年、1911年、1912年の4回の野外調査の間に、約100の化石サイトが探検された。大量の化石がドイツに運ばれた。まもなくトルニエリアとヤネンシアのほかに、竜脚類が地層の中に存在していることが明らかになった。その一つは、比較的よく見られる中型のディクラエオサウルスであった。もっと珍しいのは、他のものをはるかに凌駕する巨大な形をしたもので、今日ではギラッファティタンとして知られている。ギラッファティタンの最初の採石場は「サイトD」で、テンダグルの丘の北東約1キロメートルに位置し、1909年6月21日に発掘が開始された。中型の個体の比較的完全な骨格が含まれていたが、手、頸椎、胴椎、頭骨が欠けていた。その中には29本の尾椎が含まれていた。その他の骨は、22平方メートルの敷地内で関節して発見された。テンダグルの丘の北東1.4キロメートルに位置する「サイトIX」は、1909年8月17日にオープンした。150個の発掘された恐竜の骨のコレクションの中には、2つのギラッファティタンの大腿骨が含まれていた。次のギラッファティタンのクオリーは、テンダグルの丘の東900メートルにある「サイトN」で、1909年9月に発掘された。そこには、胴椎、尾椎、肋骨、肩甲骨、肩甲骨の可能性があるもの、上腕骨、2つの関節、そして多くの不明な骨が含まれていた。
ギラッファティタンの化石の最も重要なソースは、丘の南西1キロメートルにある「サイトS」であろう。発掘は1909年10月11日に始まり、1912年まで続いた。1909年には、手足と骨盤が掘り出された。1910年には、川の切岸が徐々に深くなり、高いオーバーバーデンが取り除かれた。石切り場の壁は崩壊を防ぐため、高い木の骨組みで覆われていた。この年、最初に肋骨が数本、後に椎骨の一部が露出した。10月にはいくつかの頸椎の近くで頭骨と下顎が発見された。1912年6月5日以降、さらに多くの頸椎と体幹の椎骨が発見された。当初は、一個体分の骨格が発見されたと考えられていた。その後、ヤネンシュは2体分の骨格が存在していたことに気付いた。「サイトSI」は頭骨、6つの頸椎といくつかの胴椎が保存されていた。SIIの方が大きかったが、その大きさにもかかわらず、未成体であった。頭骨、11個の頸椎と11個の胴椎、肋骨、左肩甲骨、両肩甲骨、両前肢、恥骨、右後肢が含まれていた。仙骨と尾は比較的最近の浸食で失われていた。この個体は四肢が垂直に直立した状態で発見されたが、これは泥の中に埋まったためと説明されている。

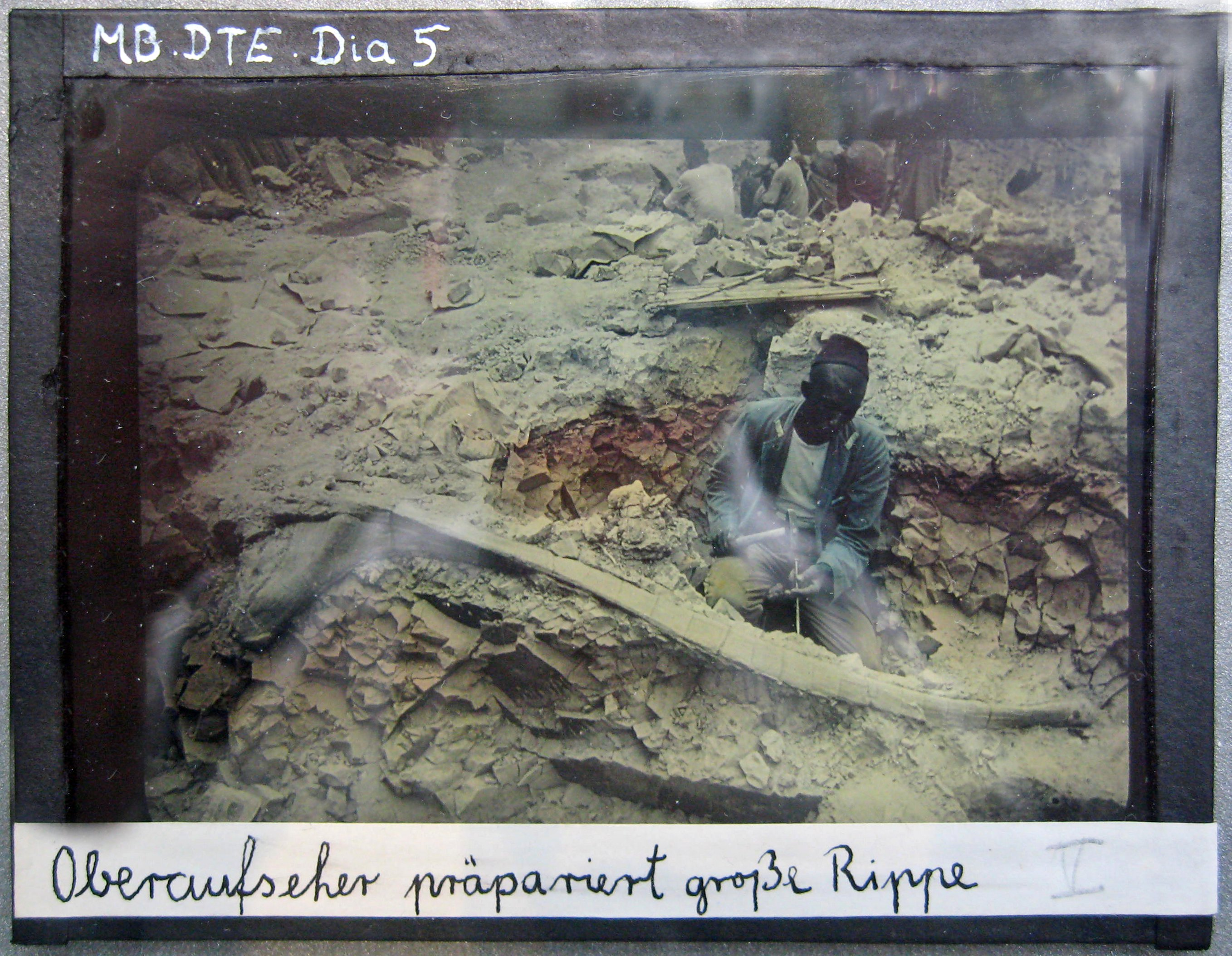
プレパレート中の巨大な肋骨

1909年10月初旬、丘の北東1.2キロメートルにある「サイトab」が発掘された。 多くの竜脚類の発掘された化石の中から、2体のギラッファティタンとされる大腿骨が採取された。巨大な上腕骨の可能性があるものは、あまりにも風化が酷かったため、発掘することができなかった。丘の北東2.9キロメートルにある「サイトcc」には、頸椎、胴椎、肋骨、肩甲骨、上腕骨を含むギラファティタンの骨格が含まれていた。1910年にはテンダグルの丘の北3.1キロメートルにある「サイトY」という別のギラッファティタンの採石場が開かれた。そこには、脳函、一連の8つの頸椎、胴椎、肋骨、両肩甲骨、烏骨、左上腕骨、左腓骨を含む中型の個体の骨格が含まれていた。
上記のクオリーは、ギラッファティタンの骨が発見された最も重要な場所だけを示している。テンダグルの他の多くの場所では、ヤネンシュの出版物の中でギラッファティタンに言及されていた大きな竜脚類の単骨が発見されたが、記録が残っていないため、発見の正確な状況は分かっていない。これは、探検隊による体系的な文書化に不備があったことが原因の一つである。また1943年の連合軍の爆撃により、多くの文書が焼失した。また、化石の一部も失われた。それにもかかわらず、骨格要素のほとんどは知られている。

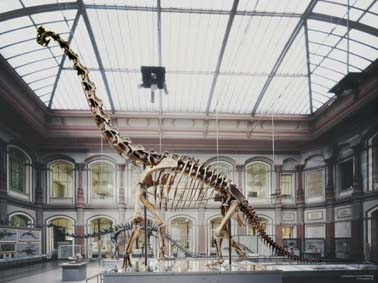
組み直される前のギラッファティタンの組立骨格

ギラッファティタン・ブランカイ (Giraffatitan brancai) は1914年にドイツの古生物学者ヴェルナー・ヤネンシュによってブラキオサウルス・ブランカイ (Brachiosaurus brancai) と命名され、1909年と1912年の間にテンダグル層から回収された標本に基づいて記載された 。それは5つの部分骨格から知られる。その中には、3つの頭骨と、頭骨要素、いくつかの四肢の骨、椎骨、歯を含む多数の断片的な化石が含まれている。後期ジュラ紀のキンメリッジアンからチトニアンの間（1億4500万〜1億5000万年前）に生息していた。
ベルリン自然史博物館に展示されている有名な標本は、ギネスブックで認定されているように世界最大の組立骨格の一つであり、実際に最も背の高いものである。1909年から、ヴェルナー・ヤネンシュはアフリカのタンザニアで、ほぼ完全な骨格を含む多くの標本を発見し、それらを用いて今日見られるコンポジットのマウントを作成した。

## 分類

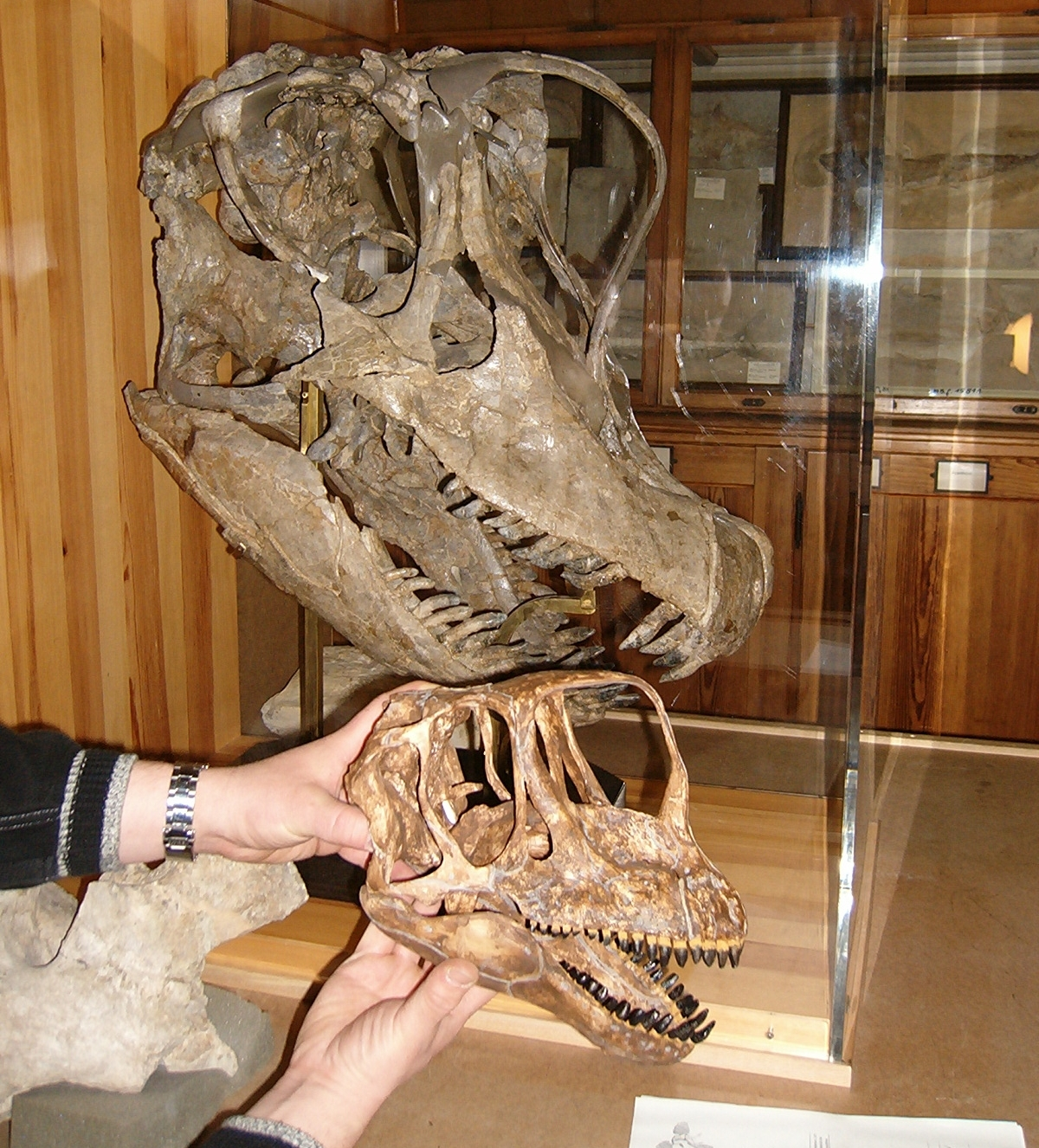
ギラッファティタンの実物頭骨と小型ブラキオサウルス類エウロパサウルス頭骨の比較

1988年、グレゴリー・ポールは、ブラキオサウルス・ブランカイ(Brachiosaurus brancai)は北米のブラキオサウルスとは、特に胴椎の割合やより重厚な体格などが、大きく異なっていると記載した。ポールはこれらの差異を根拠としてブラキオサウルスの種をギラッファティタンとして独立させた。1991年、ジョージ・オルシェフスキーも、これらの違いによってアフリカのブラキオサウルスを独自の属名であるギラッファティタンとするのに十分であると主張した。
アフリカ型と北米型の間の更なる違いは、1998年に北米のブラキオサウルスの頭骨の記載によって明らかになった。この頭骨は約1世紀前に発見されたものであり、オスニエル・マーシュがブロントサウルスの初期の復元に使用したものである。種不明のブラキオサウルスとされ、ブラキオサウルス・アルティトラクスに属するものである可能性が高い。その頭骨はギラッファティタンの特徴的な短く高さのある頭骨に比べ長く低く、前上顎骨歯の形状が異なり、上部の空洞化が少ないなど、いくつかの特徴でカマラサウルスに近いものとなっている。
ギラッファティタンを独立した属として分類することは、両種の厳密な比較では支持されていなかったため、当初は他の科学者たちにも広く支持されていなかった。 しかし、2009年にマイケル・テイラーによって詳細な比較が発表された。 テイラーは、比較可能なほとんどすべての骨においてブランカイ種がアルティトラクス種とサイズ、形状、比率の全ての点で異なっていることを示し、ギラッファティタンを別の属に置くことが有効であることを結論付けた。
テイラーはギラッファティタンとブラキオサウルスの間の姉妹群の関係の証拠を発見したが、彼の分析では他のブラキオサウルス科の分析は省略された。より最近の系統解析ではティタノサウルス形類 の中でギラッファティタンは以下に示す通りブラキオサウルスやアビドサウルス、ケダロサウルス、ヴェネノサウルスのポリトミーを含む分類群の姉妹群とされている。
|  | ブラキオサウルス                                                                                     |
|  | |
|  | \| \| アビドサウルス \| \| \| \| \| \| ケダロサウルス \| \| \| \| \| \| ヴェネノサウルス \| \| \| \| |
|  | |
|  | アビドサウルス                                                                                       |
|  | |
|  | ケダロサウルス                                                                                       |
|  | |
|  | ヴェネノサウルス                                                                                     |
|  | |

|  | アビドサウルス   |
|  |                  |
|  | ケダロサウルス   |
|  |                  |
|  | ヴェネノサウルス |
|  |                  |

|  | ブラキオサウルス                                                                                     |
|  | |
|  | \| \| アビドサウルス \| \| \| \| \| \| ケダロサウルス \| \| \| \| \| \| ヴェネノサウルス \| \| \| \| |
|  | |
|  | アビドサウルス                                                                                       |
|  | |
|  | ケダロサウルス                                                                                       |
|  | |
|  | ヴェネノサウルス                                                                                     |
|  | |

|  | アビドサウルス   |
|  |                  |
|  | ケダロサウルス   |
|  |                  |
|  | ヴェネノサウルス |
|  |                  |

|  | ブラキオサウルス                                                                                     |
|  | |
|  | \| \| アビドサウルス \| \| \| \| \| \| ケダロサウルス \| \| \| \| \| \| ヴェネノサウルス \| \| \| \| |
|  | |
|  | アビドサウルス                                                                                       |
|  | |
|  | ケダロサウルス                                                                                       |
|  | |
|  | ヴェネノサウルス                                                                                     |
|  | |

|  | アビドサウルス   |
|  |                  |
|  | ケダロサウルス   |
|  |                  |
|  | ヴェネノサウルス |
|  |                  |

|  | ブラキオサウルス                                                                                     |
|  | |
|  | \| \| アビドサウルス \| \| \| \| \| \| ケダロサウルス \| \| \| \| \| \| ヴェネノサウルス \| \| \| \| |
|  | |
|  | アビドサウルス                                                                                       |
|  | |
|  | ケダロサウルス                                                                                       |
|  | |
|  | ヴェネノサウルス                                                                                     |
|  | |

|  | アビドサウルス   |
|  |                  |
|  | ケダロサウルス   |
|  |                  |
|  | ヴェネノサウルス |
|  |                  |